# عبدالله هارون
عبدالله هارون (عربی: عبد الإله هارون؛ زادهٔ ۱۹۹۷) ورزشکار دو و میدانی اهل قطر است. وی در مسابقات کشوری و بین‌المللی در مجموع برندهٔ ۱ مدال طلا، ۱ مدال برنز شده‌است.